# 율촌도서관
율촌도서관은 전라남도 여수시 율촌면 소재의 도서관이다.

## 연혁
- 2005년 12월 26일 개관.

## 이용 안내
이용 시간
휴관일
- 일요일을 제외한 법정 공휴일
- 대청소일(매월 첫 번째 금요일)